# Terrorismo palestinese

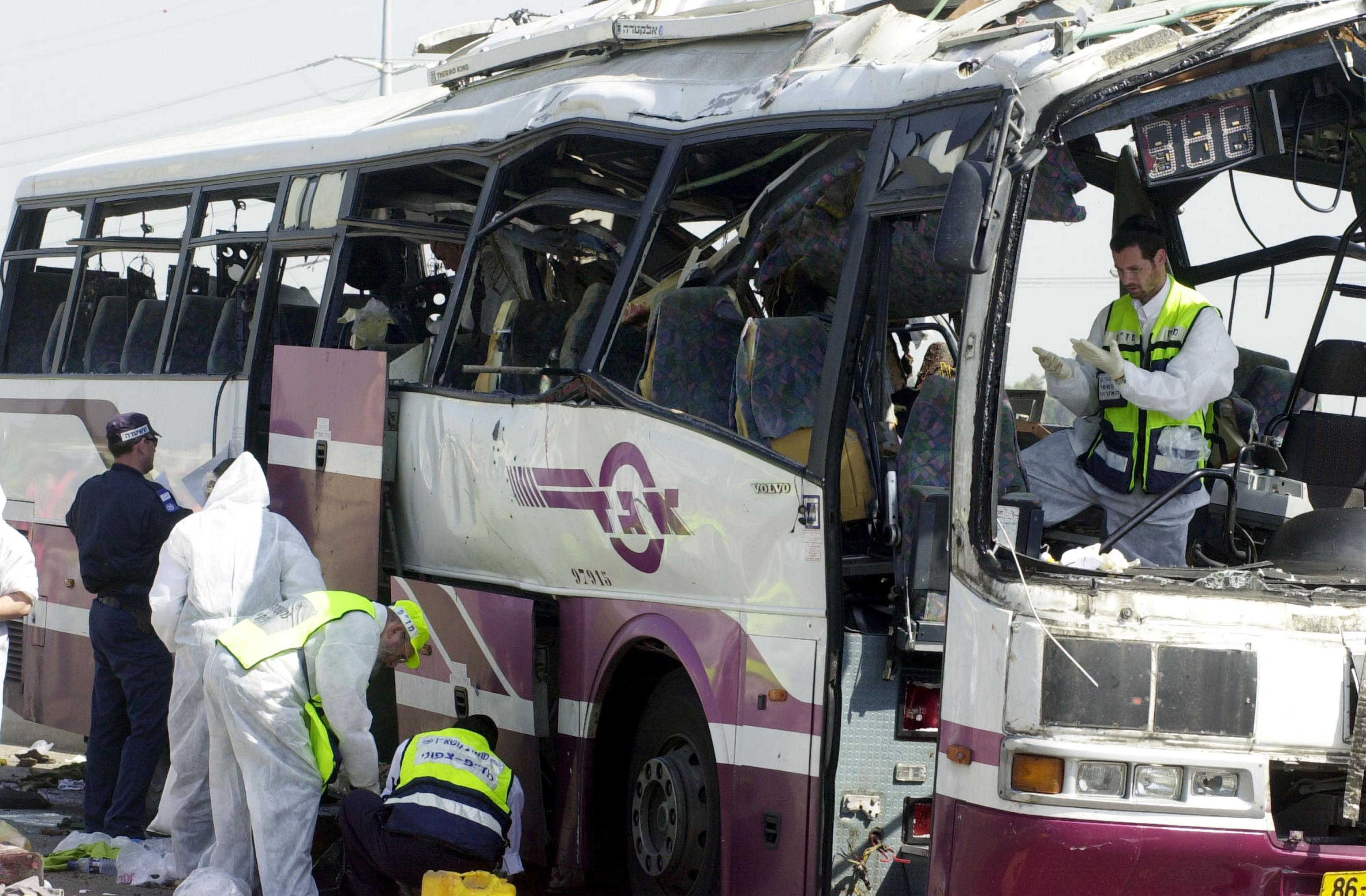
I resti dell'autobus 960 della Egged dopo un attentato suicida del 10 aprile 2002, in cui 8 persone rimasero uccise e 19 ferite

Gli atti di terrorismo perpetrati da individui o organizzazioni palestinesi avvengono principalmente nel quadro del conflitto israelo-palestinese, del nazionalismo palestinese e dell'islamismo.
Storicamente, fin dal 1919 dei gruppi palestinesi locali hanno attaccato la popolazione ebraica afferente allo Yishuv, in opposizione alle aspirazioni del sionismo di costituire un "focolare ebraico" nel Mandato britannico della Palestina. Dopo la costituzione dello Stato di Israele, gli attentati terroristici sono stati condotti nell'ambito del più ampio conflitto arabo-israeliano.
Solo a metà degli anni sessanta del XX secolo, con la fondazione dell'Organizzazione per la Liberazione della Palestina (OLP), gli attacchi divennero finalizzati alla lotta per la "liberazione della Palestina" e alla creazione di uno Stato palestinese. Il terrorismo palestinese iniziò a fare notizia sui media occidentali solo verso la fine del decennio con il cosiddetto "Settembre nero", proseguendo poi per tutti gli anni settanta ed ottanta con dirottamenti aerei, attacchi con bombe e prese d'ostaggio.
Alcune delle azioni più eclatanti condotte da organizzazioni terroristiche palestinesi in questi anni furono l'irruzione ai Giochi olimpici di Monaco di Baviera del 1972 (finita con il rapimento e l'uccisione di 11 fra atleti e preparatori israeliani), l'attentato all'aeroporto di Fiumicino del 1973 (34 morti e 15 feriti), il dirottamento del volo Air France 139 condotto nel 1976 e il dirottamento della nave da crociera Achille Lauro del 1985. Ulteriore attacco terroristico fu effettuato all'uscita della Sinagoga di Roma in un giorno di festa per la comunità ebraica il 9 ottobre 1982: nell'attentato viene ucciso un bambino di due anni, Stefano Gaj Taché. I feriti sono circa 40, alcuni gravi. Altro attacco terroristico fu l'attentato congiunto agli aeroporti di Roma-Fiumicino e di Vienna del 27 dicembre 1985 (19 morti e 138 feriti).
In seguito allo scoppio della Prima intifada (1987-1993), assieme a pacifici atti di disobbedienza civile, si assistette a lanci di pietre e di bombe molotov e aggressioni con il coltello verso obiettivi tanto militari, quanto civili. Nel 1994, dopo i colloqui di pace che portarono agli Accordi di Oslo, Fatah e altre fazioni facenti capo all'OLP annunciarono la loro rinuncia alle azioni violente. Tuttavia, altre formazioni più radicali come Hamas scelsero di continuare a perseguire la violenza.
Dopo lo scoppio della Seconda intifada (2000), le tattiche terroristiche palestinesi iniziarono a contemplare anche l'uso di attentati suicidi. Con il disimpegno unilaterale israeliano da Gaza e il successivo conflitto armato fra Fatah e Hamas del 2005, si è assistito a un'impennata di attacchi con razzi Qassam - in particolare lanciati da Hamas verso le città al confine con la Striscia di Gaza - e di rapimenti di soldati israeliani.